# Servizio per le Informazioni e la Sicurezza Militare

Wappen des SISMI

Der Servizio per le Informazioni e la Sicurezza Militare – SISMI (umgangssprachlich: „Servizio Segreto Militare“; deutsch: „Militärischer Nachrichten- und Sicherheitsdienst“) war bis zum Jahr 2007 ein Militärnachrichtendienst Italiens, der vorwiegend im Ausland operierte. Dienstsitz war Rom.
Er wurde durch ein im August 2007 in Kraft getretenes Gesetz (124/2007) über die Reform der italienischen Nachrichtendienste durch den zivilen Auslandsnachrichtendienst Agenzia Informazioni e Sicurezza Esterna ersetzt.
Der SISMI unterstand dem Verteidigungsminister und über das Comitato Esecutivo per i Servizi di Informazione e di Sicurezza (CESIS) dem Amt des Ministerpräsidenten. Er entsprach in seinen Aufgabenfeldern in etwa dem deutschen Bundesnachrichtendienst.

## Auftrag
Der italienische Ministerpräsident war (und ist auch nach der Reform) politisch für die Nachrichtendienste verantwortlich. Seine politische Richtlinienkompetenz übte er in diesem Bereich durch das Koordinierungsorgan CESIS aus. Unter dem Vorsitz des Ministerpräsidenten legte der Kabinettsausschuss „Comitato Interministeriale per le Informazioni e la Sicurezza“ (CIIS) u. a. die allgemeinen Auftragsprofile für die Dienste fest.
Der SISMI unterstand dem Verteidigungsminister, der die Dienst- und Disziplinaraufsicht führte, die Einsatzgrundsätze festlegte und den Direktor des Dienstes und dessen engste Mitarbeiter nach Empfehlung des CIIS ernannte. Der SISMI übermittelte dem Verteidigungsminister und dem CESIS alle gesammelten Informationen bzw. Lageanalysen sowie Details zu allen ausgeführten Operationen.
Der SISMI operierte vorwiegend im Ausland, war aber kein reiner Auslandsnachrichtendienst. Die beiden Dienste SISMI und SISDE arbeiteten nicht nach dem Territorialprinzip, sondern nach dem Funktionsprinzip. Der SISMI war sowohl für die „Ausführung aller Aufklärungs- und Sicherheitsaufgaben zur militärischen Verteidigung der Unabhängigkeit und Integrität des italienischen Staates gegen Gefahr, Bedrohung oder Aggression“ zuständig, als auch für die sonst „Inlandsnachrichtendiensten“ vorbehaltene Spionageabwehr. Der SISDE operierte bei der ihm zugeordneten Aufklärung der (italienischen) Organisierten Kriminalität auch im Ausland.
Neben allgemeinen militärischen Themen bearbeitete der SISMI auch die für einen „Auslandsdienst“ üblichen Bereiche Politik, Wirtschaft und u. a. auch Proliferation von Massenvernichtungswaffen, in der sich der Dienst vor allem Anfang der 1990er Jahre eine sehr gute Grundlage schaffen konnte. Traditionelle Stärken des lange Zeit nur regional ausgerichteten Dienstes waren der Balkan, Nord- und Ostafrika und der Nahe und Mittlere Osten. Im Zug der sprunghaft angestiegenen Friedensmissionen der italienischen Streitkräfte und wegen der sich zunehmend globalisierenden Bedrohungsszenarien entwickelte sich der SISMI in den letzten Jahren weit über seine traditionellen Operationsgrenzen hinaus.
Der SISMI hatte Koordinierungszuständigkeiten gegenüber dem „Centro Intelligence Interforze“, dem militärisch-operativen Nachrichtendienst des Generalstabs (J2). Als militärischer Dienst übernahm der SISMI in Abstimmung mit dem „Centro Intelligence Interforze“ die nachrichtendienstliche Betreuung der Einsatzkontingente im Ausland (z. B. Osttimor, Afghanistan).

## Organisation
Der SISMI erhielt noch im Jahr 2001 eine neue, moderne Organisationsstruktur. Dem Generaldirektor des Dienstes, der von einem Adjutanten und einem Leitungsstab unterstützt wurde, unterstanden drei Referate für Personalwesen, Finanzen und Außenbeziehungen unmittelbar. Direkt unterstellt waren ihm auch die Ausbildungsabteilung und die Spionageabwehrabteilung. Einem der beiden stellvertretenden Dienstchefs unterstanden das Lagezentrum und die Auswertungsabteilung, darüber hinaus koordinierte er auch die Tätigkeit der vier beschaffenden Abteilungen. Alle Abteilungen des Dienstes waren in Referate gegliedert, eine Unterabteilungsebene gab es nicht. Im Bereich der Beschaffung hatte man eine nach Themen ausgerichtete Abteilung (z. B. Terrorismus, Proliferation, Organisierte Kriminalität), eine territorial nach Kontinenten oder Regionen strukturierte Abteilung, eine Militärabteilung und eine technische Aufklärungsabteilung. Für die Bereiche Infrastruktur und Logistik war der zweite stellvertretende Dienstchef verantwortlich.
Das Personal (etwa 2.500 hauptamtliche Mitarbeiter) kam fast ausschließlich aus den Reihen der Streitkräfte, aber auch von der Polizia di Stato, den Carabinieri und der Guardia di Finanza sowie aus anderen zivilen Verwaltungen. Das Personal wurde dort je nach Bedarf ausgewählt und trat, Einverständnis vorausgesetzt, in den Dienst ein. Dabei verloren die neuen Mitarbeiter, sofern sie von Polizeibehörden kamen, jegliche Polizeibefugnisse. Nur bei speziellem Bedarf wurde externes Personal direkt eingestellt.

## Geschichte
Der SISMI entstand durch ein Gesetz zur Reform der italienischen Nachrichtendienste im Jahr 1977. Bis zu diesem Zeitpunkt waren seine Vorgänger
- Servizio Informazioni Difesa (SID) (1965–1977) und
- Servizio Informazioni Forze Armate (SIFAR) (1949–1965)

zwar vor allem für die Aufklärung der (südlichen) Staaten des Warschauer Pakts, Jugoslawiens und anderer Staaten im arabischen Raum zuständig, operierten aber tatsächlich schwerpunktmäßig im Inland. Sie beschäftigten sich hauptsächlich mit der Eindämmung des politischen Einflusses der starken Kommunistischen Partei Italiens (PCI) und des Terrors der Roten Brigaden. In diesem Zusammenhang waren diese Dienste, die dem Verteidigungsministerium unterstanden, in staatserschütternde kriminelle Machenschaften verwickelt (Strategie der Spannung, Propaganda Due). Die Reform der Nachrichtendienste im Jahr 1977 sollte diesen unkontrollierten geheimdienstlichen Aktivitäten ein Ende bereiten. Die Bekämpfung bzw. Aufklärung des politischen Extremismus wurde komplett aus dem militärischen
Nachrichtenwesen ausgegliedert und in den neuen zivilen Nachrichtendienst Servizio per le Informazioni e la Sicurezza Democratica überführt. Sowohl der SISDE als auch der SISMI bestanden in den ersten Jahren ihrer Tätigkeit vorwiegend aus dem Personal ihrer Vorgängerorganisationen, weswegen der Geist der Reform von 1977 nur langsam und schrittweise Fuß fassen konnte. Insbesondere der SISMI war noch mehrmals in gravierende innenpolitische Skandale verwickelt (Propaganda Due). Insbesondere nach dem Bombenanschlag auf den Hauptbahnhof von Bologna 1980 verfiel der SISMI noch einmal in die alten Handlungsmuster: Zwei seiner Beamten wurden 1995 wegen Behinderung der Ermittlungen verurteilt, zusammen mit Licio Gelli, dem Gründer der Propaganda Due. Erst der langjährige Direktor des SISMI, Vizeadmiral Fulvio Martini, säuberte den Dienst in den 1980er Jahren vor allem von altfaschistischen Kräften und bemühte sich nach Kräften um die Einstellung von jungem, unverbrauchten Personal.
Vor dem Hintergrund grundlegender weltpolitischer Veränderungen seit 1989 und dem Aufkommen neuer Bedrohungen begann in Italien Mitte der 1990er Jahre eine Diskussion über eine tief greifende Reform der Nachrichtendienste, die jahrelang ohne konkrete Ergebnisse blieb. Im Jahr 2007 verständigte sich die Regierungskoalition Romano Prodis mit der Opposition auf ein Reformgesetz, zu dem beide Seiten gleichermaßen beigetragen haben und das im Parlament einstimmig angenommen wurde. Durch diese Reform wurde der italienische Auslandsnachrichtendienst nachhaltig demilitarisiert.

## Affären

### Anschlag von Bologna 1980
Am Morgen des 2. Augusts 1980 wurde ein Bombenanschlag auf den Bahnhof verübt (Anschlag von Bologna 1980). Dabei starben 85 Menschen, mehr als 200 wurden verletzt. Die Attentäter waren Mitglieder der rechtsradikalen Organisation Ordine Nuovo. Zwei SISMI-Beamte wurden wegen Behinderung der Ermittlungsarbeiten 1995 verurteilt.

### Entführungsfall Abu Omar
2006 wurde bekannt, dass der SISMI den US-amerikanischen Geheimdienst CIA dabei unterstützt hatte, als dieser im Februar 2003 Abu Omar, den aus Ägypten stammenden Imam einer Moschee in Mailand, entführte. Abu Omar wurde auf offener Straße in einen Wagen gezerrt, zum Luftwaffenstützpunkt Aviano Air Base des US-Militärs gebracht, von dort zur Ramstein Air Base in Deutschland und schließlich nach Ägypten geflogen, wo er seither inhaftiert ist. Silvio Berlusconi, zu jenem Zeitpunkt noch Premierminister Italiens, hatte wiederholt bestritten, dass seine Regierung Kenntnis von diesen Vorgängen gehabt habe. Auch Nicolò Pollari, von 2001 bis 2006 Leiter des SISMI, sagte stets, der italienische Geheimdienst hätte nichts von der CIA-Operation gewusst. Die ermittelnde Staatsanwaltschaft hat hingegen durch Verhöre des ehemaligen Vize-Leiters des SISMI, Marco Mancini, und mehrerer ebenfalls verhafteter Mitarbeiter erfahren, dass der SISMI die CIA dabei aktiv unterstützt hatte.
Weiters berichteten italienische Medien, dass der Geheimdienst Journalisten bestochen hatte, um die Operation zu vertuschen und an der Aufdeckung beteiligte Politiker und Richter zu diskreditieren. Renato Farina, Chefredakteur der rechten Tageszeitung Libero, gestand, mit dem SISMI zusammengearbeitet zu haben und dafür bezahlt worden zu sein. In seiner Zeitung war unter anderem ein gefälschtes Dossier publiziert worden, demzufolge Romano Prodi (zu diesem Zeitpunkt Gegenkandidat Berlusconis bei der Wahl zum Premierminister) als Präsident der EU-Kommission die illegalen CIA-Flüge in Europa genehmigt habe. Giuseppe D’Avanzo und Carlo Bonini, Journalisten der Zeitung La Repubblica, die über die Entführung Abu Omars recherchierten, wurden vom SISMI bespitzelt und abgehört.
Am 12. Februar 2013 verurteilte ein Berufungsgericht in Mailand den ehemaligen SISMI-Direktor Nicolò Pollari zu 10 Jahren Haft und sprach Abu Omar und seiner Frau 1,5 Millionen Euro Schadensersatz zu. Marco Mancini wurde zu neun Jahren Haft verurteilt, der CIA Büroleiter von Rom Jeffrey Castelli in absentia zu sieben Jahren Haft, zwei weitere CIA-Mitarbeiter ebenfalls zu Haftstrafen. Pollari kündigte an, gegen dieses Urteil Berufung beim Corte Suprema di Cassazione einzulegen. 2014 hob das Kassationsgericht in Rom die Urteile gegen Pollari, Mancini und andere auf, unter Verweis auf das von der Regierung vorgebrachte Staatsgeheimnis.

### Überwachung von Richtern 2001–2006
Anfang Juli 2007 deckte der Oberste Richterrat Italiens auf, dass der SISMI zwischen 2001 und 2006 prominente Richter und Staatsanwälte in Italien überwacht hat. Betroffen waren unter anderem Staatsanwalt Antonio Ingroia, der über Querverbindungen zwischen Mafia und Politik ermittelte, die Staatsanwälte, die in Mailand gegen Silvio Berlusconi ermittelten, und der langjährige Vorsitzende der europäischen Richterorganisation Medel, Edmondo Bruti Liberati. Unter anderem wurde der E-Mail-Verkehr der Richter überwacht. Dadurch wurden auch viele europäische Richter, die Mitglied bei Medel sind, überwacht. Von den 203 überwachten Richtern waren 47 Italiener, die übrigen stammen aus zwölf weiteren europäischen Nationen.

## Leiter
- Gen. Giuseppe Santovito (1978–1981)
- Gen. Ninetto Lugaresi (1981–1984)
- Adm. Fulvio Martini (1984–1991)
- Gen. Sergio Luccarini (1991)
- Gen. Luigi Ramponi (1991–1992)
- Gen. Cesare Pucci (1992–1994)
- Gen. Sergio Siracusa (1994–1996)
- Adm. Gianfranco Battelli (1996–2001)
- Gen. Nicolò Pollari (2001–2006)
- Adm. Bruno Branciforte (2006–2007)

In der Regel hatten die Dienstchefs den Dienstgrad Generalleutnant (oder Vizeadmiral) und erhielten „bei guter Führung“ noch einen „Vier-Sterne“-Posten, bevor sie in Pension gingen. Die Dienstchefs kamen normalerweise aus den Streitkräften. Mit Nicolò Pollari war erstmals ein Generalleutnant der Guardia di Finanza an der Spitze des Dienstes. Der im November 2006 von der Regierung Prodi designierte SISMI-Direktor, Vizeadmiral Bruno Branciforte, war zuvor Befehlshaber der Flotte (CINCNAV).